# ترمنايتور: دارك فايت
ترمنايتور: دارك فايت (بالإنجليزية: Terminator: Dark Fate) هو فيلم أمريكي 2019 من نوع خيال علمي وحركة، من إخراج تيم ميلر وكتابة ديفيد إس. غويور، وإنتاج جيمس كاميرون وديفيد إليسون  وبطولة كل من ليندا هاميلتون، و‌أرنولد شوارزنيجر، و‌ماكنزي ديفيس، و‌ناتاليا رييس، و‌جابرييل لونا، و‌ديجو بونيتا. والفيلم هو السادس في سلسلة « ترمنايتور »، ومن توزيع باراماونت بيكتشرز في الولايات المتحدة، ومن توزيع تونتيث سينتشوري فوكس في باقي دول العالم.